# توني فيليبس
توني فيليبس (بالإنجليزية: Tony Phillips)‏ هو لاعب كرة قاعدة أمريكي، ولد في 25 أبريل 1959 في أتلانتا في الولايات المتحدة، وتوفي في 17 فبراير 2016 في سكوتسديل في الولايات المتحدة.

## وصلات خارجية
- توني فيليبس على موقع دوري كرة القاعدة الرئيسي (الإنجليزية)
- توني فيليبس على موقعبيزبول رفرنس.كوم (الدوري الرئيسي) (الإنجليزية)
- توني فيليبس على موقعبيزبول رفرنس.كوم (الدوري الثانوي) (الإنجليزية)
- توني فيليبس على موقع إي إس بي إن.كوم (أم.أل.بي) (الإنجليزية)
- توني فيليبس على موقع مشجعي الرسوم البيانية (الإنجليزية)